# 조성렬
조성렬(趙成烈, 1958년 11월 20일 ~, 서울특별시)는 대한민국의 연구기관단체인이다. 서울대학교 화학공학과를 졸업하였고, 성균관대학교 대학원 정치외교학 박사과정을 졸업하였다. 국제안보전문가이자 북한전문가로, 청와대 외교안보정책실 정책자문위원을 역임했고 현재는 국방부 정책자문위원으로 있다. 대표저서로는 《주한미군: 역사, 쟁점, 전망》(2003), 《한반도평화체제: 한반도비핵화와 북한체제의 전망》(2007)이 있으며 두 권 모두 문화관광부 사회과학분야 우수도서로 선정된 바 있다.